# Zingiber kelabitianum
Zingiber kelabitianum är en enhjärtbladig växtart som beskrevs av Ida Theilade och H.Chr. Zingiber kelabitianum ingår i släktet Zingiber och familjen Zingiberaceae. Inga underarter finns listade i Catalogue of Life.